# Дашковский сельсовет (Волоколамский уезд)
Дашковский сельсовет — историческая низшая административно-территориальная единица (сельский совет) в Судисловской волости Волоколамского уезда Московской губернии РСФСР. Входили (на 1926 год) 5 населённых пунктов. Центр сельсовета — деревня Дашково. Существовал сельсовет в 1925—1929 годах.
Ныне территория Дашковского сельсовета в городском округе Шаховская Московской области.

## История
В 1925 году в Судисловской волости были образованы Борисовский, Волочановский, Дашковский, Малинковский, Муриковский, Пановский, Рябинковский, Титеевский, Шаховский сельсоветы.
В 1927 году из Дашковского сельсовета выделен Пыщеровский.
В 1929 году Дашковский сельсовет упразднён.
В ходе реформы административно-территориального деления СССР в 1929 году Судисловская волость была упразднена, а её территория, вместе с населёнными пунктами Дашковского сельсовета, вошли в состав Шаховского района.

## Состав
По данным 1926 года в сельсовет входили: деревни Дашково, Теплухино, Пыщерово, хутора Дашковский, Теплухинск.